# 로리스 캄파나
로리스 캄파나(Loris Campana, 1926년 8월 3일 ~ 2015년 9월 3일)는 1952년 하계 올림픽 남자 4000m 팀 추월에서 마리노 모레티니, 미노 데 로시, 귀도 메시나와 함께 금메달을 획득한 이탈리아의 로드 및 트랙 사이클링 선수이다.